# Die Verurteilung des Lukullus

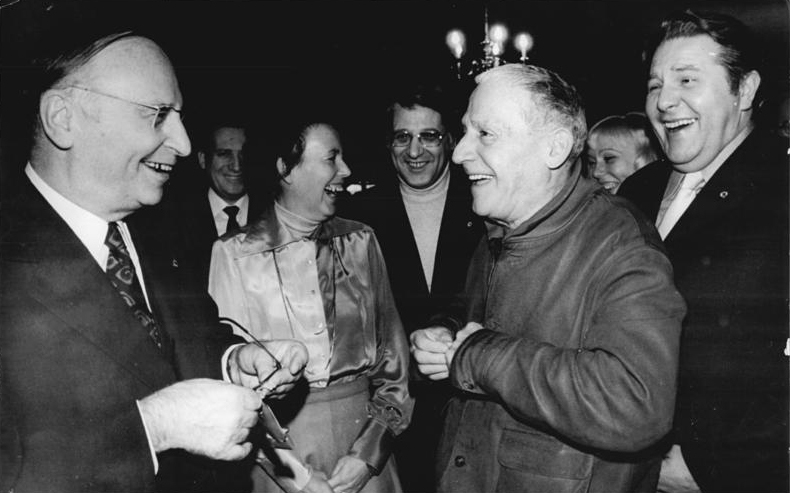
Paul Dessau (fjärde från vänster)

Die Verurteilung des Lukullus (Lucullus dom) är en opera i tolv scener av Paul Dessau och med text av Bertolt Brecht.

## Historia
Mot bakgrunden av de tyska truppernas angrepp på Polen i september 1939 skrev Bertolt Brecht en radiopjäs med titeln Das Verhör des Lukullus (Förhöret med Lucullus), som första gången sändes i Bern den 12 maj 1940. Under sin tid utomlands lärde Dessau känna Brecht, som uppmanade denne att erbjuda Igor Stravinskij att tonsätta pjäsen. Denne avböjde, men ämnet och uppläggningen tilltalade däremot Dessau själv. Efter återkomsten från utlandet erbjöd de Deutsche Staatsoper i Berlin att uppföra verket. Det blev emellertid problem med kulturbyråkratin, vilket tvingade upphovsmännen att ändra inte bara titeln utan även slutscenen, som nu definitivt slutade med en dom, medan domen i den ursprungliga versionen lämnades öppen. 
Operans centrala tankar är allmängiltiga, de handlar om dödsfruktan och äregirighet. Musiken, som präglas av harmonisk och orkestral färgrikedom fastnar ovanligt lätt i minnet och ger många associationer tack vare anspelningarna på verk av Bach och Händel. Ett enskilt nummer, "Fiskarhustruns klagan", blev särskilt berömt och omtyckt. Verket blev en milstolpe i den självständiga tyska operans utveckling i efterkrigstidens Tyskland.

### Skandalpremiär och revidering
Uruppförandet av operan skedde 17 mars 1951 på Deutsche Staatsoper i dåvarande Östberlin. I publiken satt bland andra president Wilhelm Pieck, generalsekreterare Walter Ulbricht och ordförande i ministerrådet Otto Grotewohl. Alla tre avlägsnade sig rasande i pausen. Premiären hälsades av publiken som stor succé men efter order från högre ort blev den ett tidningsfiasko. Pressen ondgjorde sig över det pessimistiska slutet och över frånvaron av "fredskämpar", och efter detta blev det inte fler föreställningar. Operan dömdes med sovjetiskt språkbruk ut som "formalistisk" och föga motsvarande de statliga kraven på konst. Brecht och Dessau kallades upp till ett möte på folkbildningsministeriet där de inför Pieck och Ulbricht fick lägga fram sina synpunkter på sitt verk. Efter en fyra timmar lång diskussion förelåg en kompromiss. Operan omarbetades så att balansen blev bättre, några aria-betonade avsnitt lades in men finalen var i stort sett densamma. 13 oktober 1951 fick operan sin nypremiär men inte heller nu accepterades operan enhälligt av pressen. Tidningen Das Neue Deutschland hade efter långt om länge en recension, men inte skriven av den ordinarie kritikern utan av tidningens politiske redaktör. Han erkände att en rad "svagheter" som från början hade försämrat operan nu hade strukits samtidigt som han inte dolde sitt missnöje över att operan ännu inte kunde sättas upp på listan över skådespel som tjänade den socialistiska revolutionen.

## Roller
- Lucullus, romersk härförare (tenor)
- Kungen (bas)
- Drottningen (sopran)
- Två barn (sopraner)
- Två legionärer (basar)
- Lasus, Lucullus kock (tenor)
- Körsbärsträdshämtaren (tenor)
- Fiskarhustrun (alt)
- Kurtisanen (mezzosopran)
- Läraren (tenor)
- Bagaren (tenor)
- Bonden (bas)
- Tertullia, en gammal kvinna (mezzosopran)
- Tre kvinnoröster (sopraner, i orkestern)
- Dödsrikets domare (basar)
- Fem officerare (tre tenorer, 2 basar)
- Skolklassens lärare (tenor)
- Två skuggor (basar)
- En kommenterande kvinnoröst (sopran, i orkestern)
- Talmannen för dödsrikets domstol, tre utropare, två unga flickor, två köpmän, två kvinnor, två plebejer, en kusk (talroller)

## Handling
Fältherren Lukullus har underkuvat österlandet, störtat sju kungariken och ökat staden Roms rikedom. Ett pompöst sorgetåg följer hans stoft till graven. Slavar bär på en fris med avbildningar av hans dåd. Efter begravningen vid Via Appia återgår de levande till sina vardagssysslor. Följets soldater gör sig redo för ett bordellbesök. En lärare hamrar in den store erövrarens dåd i skolbarnen.
Lukullus tvingas i ett förrum vänta på att bli insläppt i dödsriket. Den en gång så mäktige mannen är inte van vid att jämställas med andra människor. Han protesterar. Förgäves. Före honom bönfaller en gammal kvinna rätten. Det dröjer inte länge förrän hon får träda in till skuggorna i dödsriket. Rätten frågar ut Lukullus om hans handlingar. På frågan om han har gjort mänskligheten mer nytta än skada, finner Lukullus ingen som för hans talan. Domaren befaller att frisen ska föras fram och kallar dem som finns avbildade där som vittnen. Mot Lukullus vittnar en kung, vars rike Lukullus har erövrat, dennes drottning, som en av härförarens soldater har skändat och mördat, två barn som omkommit i städer som har lagts öde och en kurtisan. Lukullus rättfärdigar förstörandet av 53 städer med att det skedde för Roms väl och ryktbarhet. Men vem är då Rom? Domaren ajournerar rättegången. Lukullus rättegång ska komma att vara länge. Nyanlända skuggor, en gång enkla människor, tränger sig in i förrummet och klagar över det eländiga livet i Rom.
För att skynda på rättegången kommer en fiskarhustru som ställföreträdande för alla mödrar med en anklagelse: tusentals söner har som legionärer mött döden under Lukullus fälttåg. Då höjer kocken sin stämma till försvar för Lukullus. Han har denne att tacka för att han har kunnat upphöja matlagningen till en konst. Och en bonde lovordar Lukullus för att från sina fälttåg ha fört med sig ett sällsynt körsbärsträd till Rom. Men det skulle ha räckt med en enda man för att erövra körsbärsträdet och Lukullus har offrat tusentals. Domen lyder: Låt honom hamna i intet!